# Saint-Julien-de-Concelles
Saint-Julien-de-Concelles település Franciaországban, Loire-Atlantique megyében. Lakosainak száma 7768 fő (2022. január 1.). Saint-Julien-de-Concelles Mauves-sur-Loire, Basse-Goulaine, Divatte-sur-Loire, Haute-Goulaine, Le Loroux-Bottereau, Sainte-Luce-sur-Loire és Thouaré-sur-Loire községekkel határos.

## Népesség
A település népessége az elmúlt években az alábbi módon változott:
| Lakosok száma | 3850 | 5095 | 5418 | 6692 | 6813 | 6860 | 6917 | 7392 | 7505 | 7768 |
|               | 1968 | 1982 | 1990 | 2006 | 2013 | 2015 | 2017 | 2019 | 2020 | 2022 |